# Spogostylum aethiops
Spogostylum aethiops är en tvåvingeart som först beskrevs av Fabricius 1781.  Spogostylum aethiops ingår i släktet Spogostylum och familjen svävflugor. Inga underarter finns listade i Catalogue of Life.